# Västlig olivflatnäbb
Västlig olivflatnäbb (Rhynchocyclus aequinoctialis) är en fågelart i familjen tyranner inom ordningen tättingar.

## Utseende och läte
Västlig olivflatnäbb är en medelstor tyrann med rätt lång stjärt och rundat huvud. Fjäderdräkten är övervägande matt olivbrun med få artskiljande karaktärer. Notera dock den mycket breda näbben och en otydlig ljud ögonring. Lätena består av stigande och accelererande serier med angelägna visslingar.

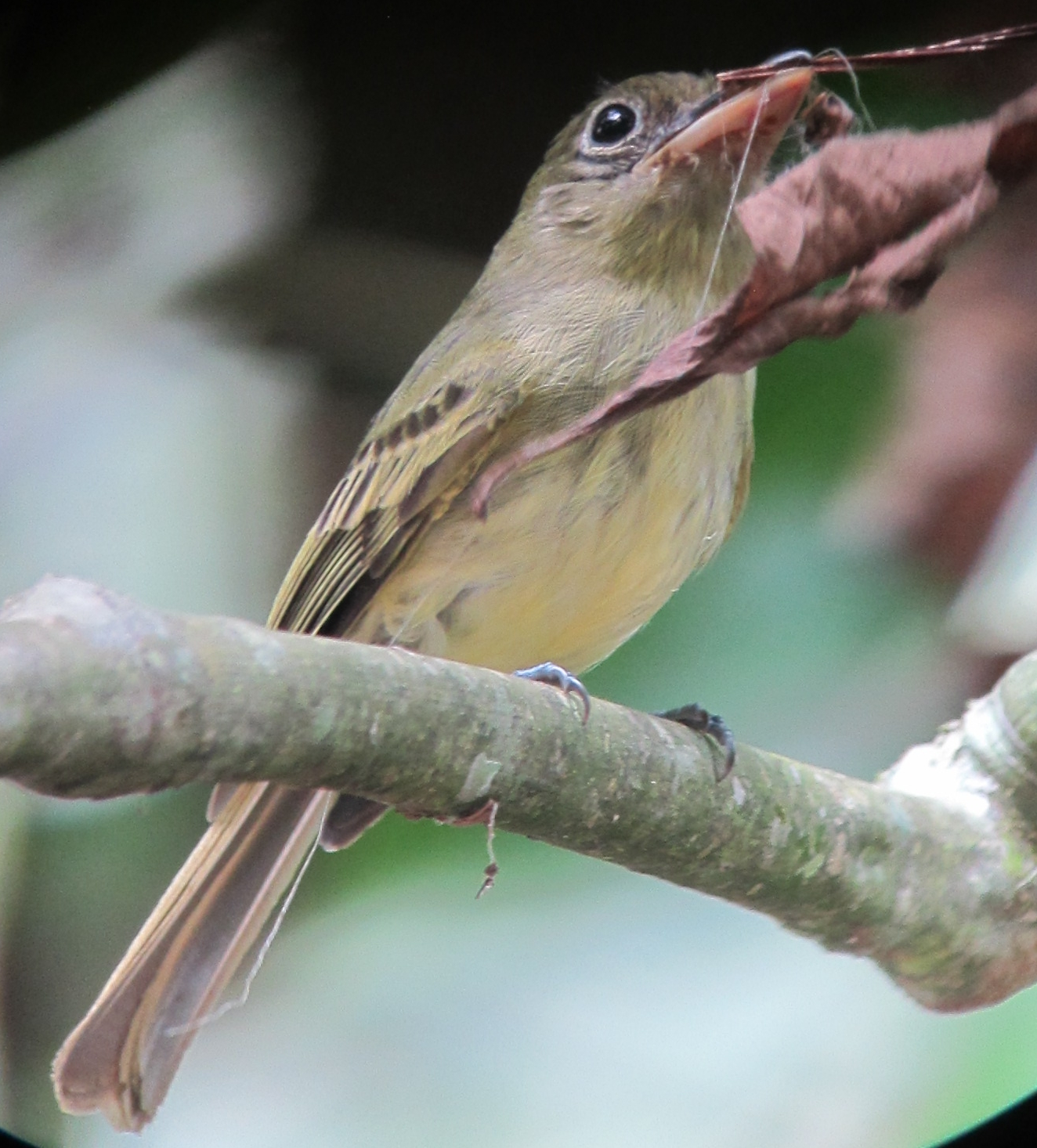

## Utbredning och systematik
Fågeln delas in i sju underarter med följande utbredning:
- Rhynchocyclus aequinoctialis bardus – östra Panama och nordvästra Colombia (från  Antioquía och norrut)
- Rhynchocyclus aequinoctialis mirus – nordvästra Colombia (nedre Atratodalen och inåt landet från kusten)
- Rhynchocyclus aequinoctialis jelambianus – nordöstra Venezuela
- Rhynchocyclus aequinoctialis tamborensis – Santander i nordcentrala Colombia
- Rhynchocyclus aequinoctialis flavus – norra och centrala Colombia samt norra Venezuela
- Rhynchocyclus aequinoctialis cryptus – várzea i sydvästra Amazonområdet från östra Peru samt från sydvästra Brasilien till norra Bolivia
- Rhynchocyclus aequinoctialis aequinoctialis – nordvästra Amazonområdet från sydcentrala Colombia till östra Ecuador och möjligen nordöstra Peru

Den kategoriserades tidigare som en del av Rhynchocyclus olivaceus, men urskiljs sedan 2016 som egen art av Birdlife International och IUCN, sedan 2023 även av International Ornithological Congress.

### Familjetillhörighet
Arten placeras traditionellt i familjen tyranner. DNA-studier visar dock att Tyrannidae består av fem klader som skildes åt redan under oligocen, pekar på att de skildes åt redan under oligocen, varför vissa auktoriteter behandlar dem som egna familjer. Västlig olivflatnäbb med släktingar placeras då i Pipromorphidae.

## Levnadssätt
Västlig olivflatnäbb hittas i skogar i låglänta områden och förberg upp till 1000 meter över havet. Den ses enstaka eller i par i skogens nedre eller mellersta skikt, ofta som en del av kringvandrande artblandade flockar.

## Status och hot
Arten har ett stort utbredningsområde, men tros minska i antal, dock inte tillräckligt kraftigt för att den ska betraktas som hotad. Internationella naturvårdsunionen IUCN listar arten som livskraftig (LC).